# Хейли Барбър
Хейли Рийвс Барбър (на английски: Haley Reeves Barbour, роден на 22 октомври, 1947 година) е американски политик, губернатор на Мисисипи, САЩ, представител на републиканската партия.

## Биография
Хейли Барбър е син на адвокат, баща му умира когато е бил на 2 годинки, следва в университета в град Оксфорд, но не получава бакалавърска степен.